# Ер-Румайта (округа)
Ер-Румайта — округа мухафази Мутанна, Ірак.
| Ірак | Це незавершена стаття з географії Іраку. Ви можете допомогти проєкту, виправивши або дописавши її. |